# Стадион Ивајло
Стадион Ивајло (буг. Стадион Ивайло) је вишенаменски стадион у Великом Трнову, Бугарска.

## Стадион
Стадион се примарно користи за фудбалске утакмице и дом је тима Етар из Великог Трнова. Капацитет стадиона је 18.000 места, а изграђен је 1958. године. Рекордна посета од 40.000 гледалаца забележена је 18. септембра 1969. године на утакмици Етара против Левског из Софије, која је завршена са 0-2 у корист гостију. Стадион је 1974. године био домаћин првог кола Купа УЕФА између Етара и Интера из Милана, који је завршен без голова, пред 27.000 гледалаца. Дана 2. октобра 1991. године, на стадиону Ивајло, Етар је играо нерешено 1:1 против немачког Кајзерслаутерна пред 15.000 гледалаца у првом колу Европског купа 1991-92, што је био једини случај да је стадион био домаћин утакмице европског такмичења.
У последњих неколико година, стадион је шест пута био домаћин финала Купа бугарске аматерске фудбалске лиге у 2015, 2016, 2018, 2019, 2020. и 2022. години.